# 混雑空港
混雑空港（こんざつくうこう）とは、日本の空港のうち、航空運送事業者がその空港を使用して運航を行いたい場合に、事前に許可（混雑空港使用許可）を受けなければならないという定めが適用される空港を指す。航空法による指定のほか、国際航空運送協会(IATA)のWSGで指定される。

## 概要
航空法107条の3によると、混雑空港とは「当該空港の使用状況に照らして、航空機の運航の安全を確保するため、当該空港における一日又は一定時間当たりの離陸又は着陸の回数を制限する必要があるものとして国土交通省令で指定する空港」とされている。その委任を受けて、航空法施行規則219条の2に具体的な空港名が列挙されている（下記参照）。
混雑空港を使用する路線を運航しようとする場合、単に「運航計画が航空機の運航の安全上適切なものであること。」だけでなく、「競争の促進、多様な輸送網の形成等を通じて利用者の利便に適合する輸送サービスを提供するものであること等当該混雑空港を適切かつ合理的に使用するものであること。」とされて初めて、許可が得られることになる。この場合、国土交通省は「従前の使用状況」にも配慮しなければならないとされている。

## 制度の目的
航空機の運航の安全を確保することを図りながら、航空の輸送網が適切に構築されるようにすること、また航空路線の競争が促進されるようにすることも目的としている制度といえる。たとえば、東京国際空港から各地方空港へ向けた路線が一定の便数が確保されるような配慮、あるいは既存大手航空会社と新規参入の航空会社それぞれが適切な競争関係となるような配慮がなされる。

## 混雑空港の一覧
2019年現在、下記の5空港（日本の空港#日本の空港の特徴及び旧・第二種空港の福岡空港）が混雑空港に指定されている。現在、どの空港でも、許可の有効期間は5年間とされている。
- 成田国際空港
- 関西国際空港
- 東京国際空港
- 大阪国際空港
- 福岡空港

## IATAのWSGによる混雑空港の指定
国際航空運送協会(IATA)のWSG(Worldwide Slot Guidelines)により、空港の混雑具合によって、レベル1からレベル3まで分類されている。そのうち最も混雑しているのはレベル3である。IATAの指定する混雑空港に発着する航空機については、SSIM(Standard Schedules Information Manual)やスロット会議(SC)を通じて時間帯ごとに発着を調整する。スロット会議は航空機の夏ダイヤおよび冬ダイヤに合わせて年2回開催される。日本では「国際線発着調整事務局」(JSC)が混雑空港の発着を調整している。
日本における IATAのWSGで混雑空港に指定された空港は以下のとおりである。ただし、中部国際空港は発着の調整を行っていない。
- レベル3：成田、羽田、関西、福岡
- レベル2：新千歳、中部
- レベル1：上記以外